# Dingwall Designer Guitars
Dingwall Designer Guitars es una firma canadiense dedicada a la construcción  de bajos eléctricos, famosa por a popularización de la técnica de construcción de mástiles fanned-fret system, inventada por Novax.

## Historia
Sheldon Dingwall, fundador y propietario de la empresa, había comenzado su carrera como músico profesional, habiendo empezado por el ukelele, el piano, la batería y la guitarra. Cuando se hallaba en la High School, Dingwall se ganaba la vida como profesor de batería y guitarra, y tras su graduación comenzó su trabajo como músico de sesión. El primer diseño de Dingwall se remonta a 1973, cuando el luthier tenía 12 años. 

Dingwall no tenía nociones de capintería pero recibió de su tío, un luthier amateur sus primeras lecciones como constructor. Del mismo modo, en las cercanías de su vecindario habitaba Glenn McDougall, el reconocido luthier que estaba detrás de Fury Guitars y una figura que estimuló al joven Dingwall a montar su propio taller. La carrera profesional de Sheldon como luthier comenzó cuando aún trabajaba como músico profesional, con la construcción de mástiles de guitarra que él mismo usaba para reemplazar sus propios instrumentos. Tras este primer paso, comenzó a dedicarse al negocio de la reparación de instrumentos, un período que duraría varios años y en el que Dingwall adquiriría la experiencia necesaria para lanzarse a la construcción de instrumentos completos, primero guitarras y luego bajos.
En 1992 Sheldon Dingwall se hallaba concentrado de lleno en el mundo de la construcción de bajos eléctricos, un instrumento donde trató desde el principio de replicar el sonido fuerte y claro de un piano de cola. Cuando  descubrió el fanned-fret system de Ralph Novak decidió utilizar el nuevo sistema en la construcción del modelo Voodoo de 5 cuerdas, un instrumento para cuyo diseño se había inspirado en el del Yamaha BB300. Sin embargo, la idea de Dingwall no iba a resultar fácil de ejecutar, puesto que había que recalcular las dimensiones de la longitud de escala para cada una de las cuerdas, algo que sólo pudo conseguir tras numerosos ensayos y pruebas y la colaboración de los fabricantes de cuerdas, pues las que requerían el diseño de Dingwall eran notablemente más largas (37 pulgadas frente a las 34 tradicionales) que las usadas habitualmente en la construcción de bajos eléctricos.
El modelo de Dingwall hizo su aparición en la NAMM de 1993, un ejemplar rojo de 5 cuerdas con cuerpo de madera de sassafras, mástil de tres piezas de arce, diapasón de pau ferro y electrónica Bartolini. Aunque la recepción inicial del instrumento fue tibia, el excepcional sonido del mismo -que la revista Bass Player definió en 1997 como "la voz de dios"- acabó cautivando a los aficionados y profesionales. El sistema fanned-fret se convirtió en el estándar de la compañía, hasta el punto que en 2002 todos los instrumentos de la compañía estaban equipados con trastes fanned montados sobre mástiles reforzados con grafito.
En 1996 un incendio destruyó por completo las instalaciones de la compañía, que antes de la compañía se había vuelto a establecer para sacar al mercado su Afterburner, un modelo bautizado en recuerdo del incidente.

## Modelos
- Voodoo Bass, el modelo original de Dingwall, de 1993.
- Afterburner, con 4 o 5 cuerdas, cuerpo de arce y dos pastillas Bartolini
- Voodoo Prima, con 4, 5 o 7 cuerdas, cuerpo de aliso o waslnut, tapas de arce rizado y electrónica Bartolini.
- Super J, con 5 o 6 cuerdas, cuerpo de arce o aliso y electrónica Bassline.
- Z Series', similares a la serie Prima, con cuerpo de fresno y look cebra